# Jerumenha
Jerumenha est une municipalité brésilienne située dans l'État du Piauí.